# 維洛克
48°6′53″N 22°49′55″E / 48.11472°N 22.83194°E

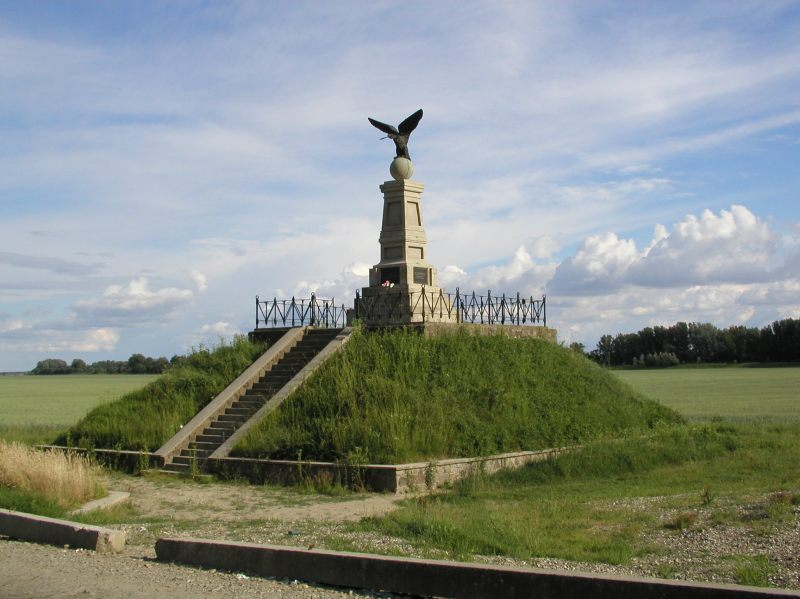
纪念碑

維洛克（烏克蘭語：Вилок；或译为韦洛克）是烏克蘭西部外喀爾巴阡州貝雷霍韋區维洛克市镇内的鎮及其行政中心。處於蒂薩河右岸，距離贝雷霍韦22公里，始建於1200年，面積8.35平方公里，海拔高度118米，2022年人口3,117。